# Купа на Румъния
Купа на Румъния (на румънски: Cupa României) е национален футболен турнир в Румъния, който се провежда ежегодно от 1933 г. насам и се организира от Румънската федерация по футбол.
Победителят се класира за участие в Лига Европа и Суперкупа на Румъния.
Към 2019 г. ФК Стяуа Букурещ е първенец по трофеи в турнира (22), следван от ФК Динамо Букурещ (13) и ФК Рапид Букурещ (13).
Финалният мач по традиция се играе на стадион Арена Национала в Букурещ.

## Победители
| Отбор                     | Трофеи | Сезон |
| ------------------------- | ------ | --- |
| ФК Стяуа Букурещ          | 22     | 1948 – 49, 1950, 1951, 1952, 1955, 1961 – 62, 1965 – 66, 1966 – 67, 1968 – 69, 1969 – 70, 1970 – 71, 1975 – 76, 1978 – 79, 1984 – 85, 1986 – 87, 1987 – 88, 1988 – 89, 1991 – 92, 1995 – 96, 1996 – 97, 1998 – 99, 2010 – 11, 2014 – 15 |
| ФК Динамо Букурещ         | 13     | 1958 – 59, 1963 – 64, 1967 – 68, 1981 – 82, 1983 – 84, 1985 – 86, 1989 – 90, 1999 – 00, 2000 – 01, 2002 – 03, 2003 – 04, 2004 – 05, 2011 – 12                                                                                           |
| ФК Рапид Букурещ          | 13     | 1934 – 35, 1936 – 37, 1937 – 38, 1938 – 39, 1939 – 40, 1940 – 41, 1941 – 42, 1971 – 72, 1974 – 75, 1997 – 98, 2001 – 02, 2005 – 06, 2006 – 07                                                                                           |
| КС Университатя (Крайова) | 6      | 1976 – 77, 1977 – 78, 1980 – 81, 1982 – 83, 1990 – 91, 2017 – 18 |
| ЧФР Клуж                  | 4      | 2007 – 08, 2008 – 09, 2009 – 10, 2015 – 16 |
| ФК Петролул (Плоещ)       | 3      | 1962 – 63, 1994 – 95, 2012 – 13 |
| ФК Политехника Тимишоара  | 2      | 1957 – 58, 1979 – 80 |
| ФК Рипенсия Тимишоара     | 2      | 1933 – 34, 1935 – 36 |
| ФК УТА Арад               | 2      | 1947 – 48, 1953 |
| АКС Ариешул Турда         | 1      | 1960 – 61 |
| АФК Астра                 | 1      | 2013 – 14 |
| Жиул Петрошани            | 1      | 1973 – 74 |
| Металул Решица            | 1      | 1954 |
| Прогресул Орадя           | 1      | 1956 |
| ФК Виторул                | 1      | 2018 – 19 |
| ФК Волунтари              | 1      | 2016 – 17 |
| ФК Глория Бистрица        | 1      | 1993 – 94 |
| ФК Прогресул Букурещ      | 1      | 1959 – 60 |
| ФК Университатя Клуж      | 1      | 1964 – 65 |
| ФК Университатя (Крайова) | 1      | 1992 – 93 |
| Химия Ръмнику Вълча       | 1      | 1972 – 73 |
| ЧФР Турну Северин         | 1      | 1942 – 43 |